# Baño

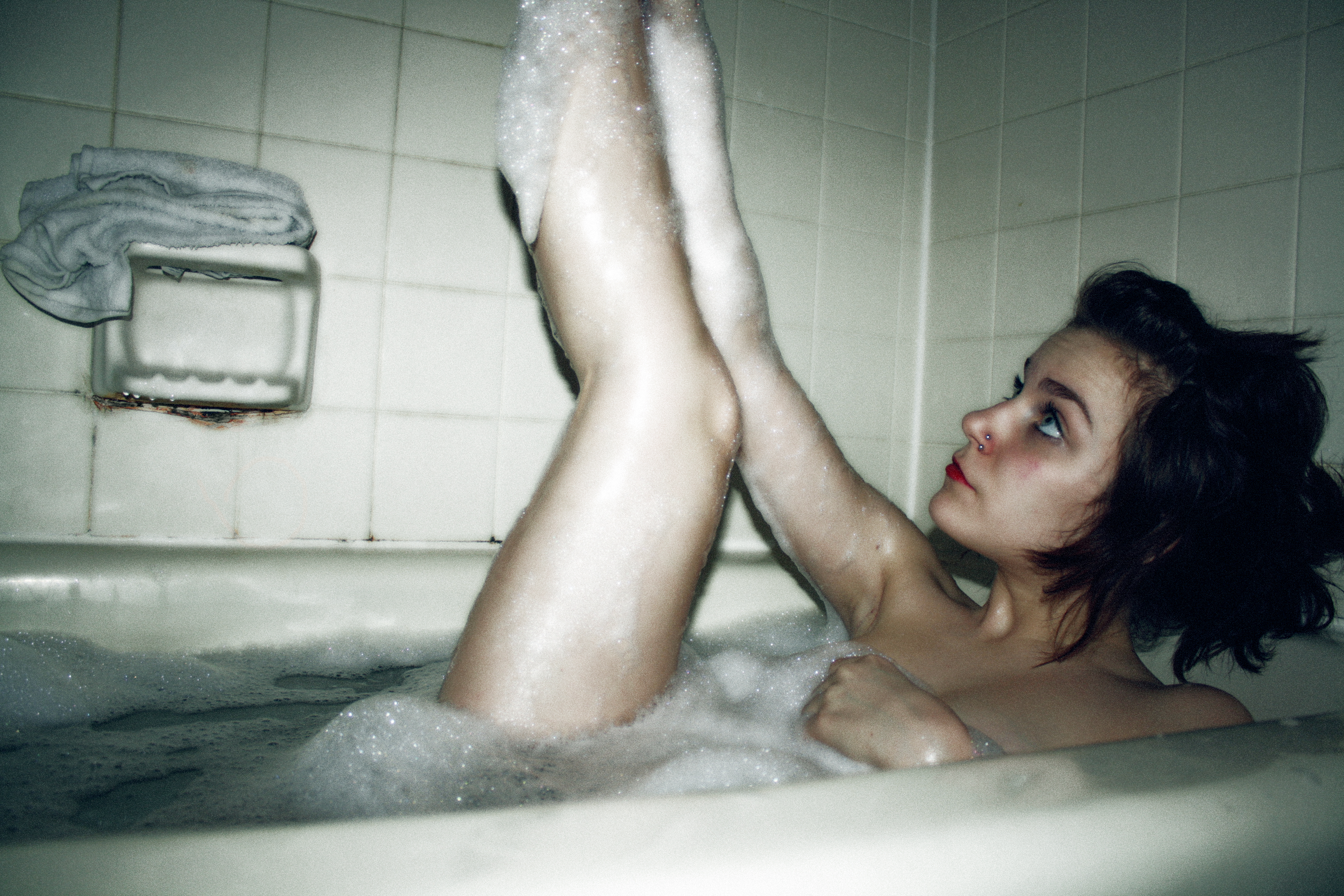
Mujer bañandose.

La práctica del baño es una de las costumbres del mundo. Hay muchas variantes posibles. En cuanto al objetivo final, hay baños rituales, higiénicos, terapéuticos, deportivos, baños de placer. Los hombres y mujeres pueden bañarse en un río, en el mar, en una piscina o una bañera. Lo pueden hacer vestidas o desnudas, de forma total o parcial, en solitario o en compañía.
El repaso de algunos detalles del baño, relacionándolos con la vida diaria de la gente, puede resultar interesante. Algunos mamíferos completamente terrestres pueden bañarse tanto para refrescarse como para calentarse.

## Baños públicos
En ciertos lugares y desde muy antiguo, la gente solía bañarse en un edificio público (con ciertas restricciones), utilizado exclusivamente para esa finalidad, haciendo uso normalmente de aguas termales o también calentadas artificialmente, definido en castellano con el nombre en plural de "Baños" (p.ej.): Roma, Japón, España Turquía, Rusia.

## Historia antigua

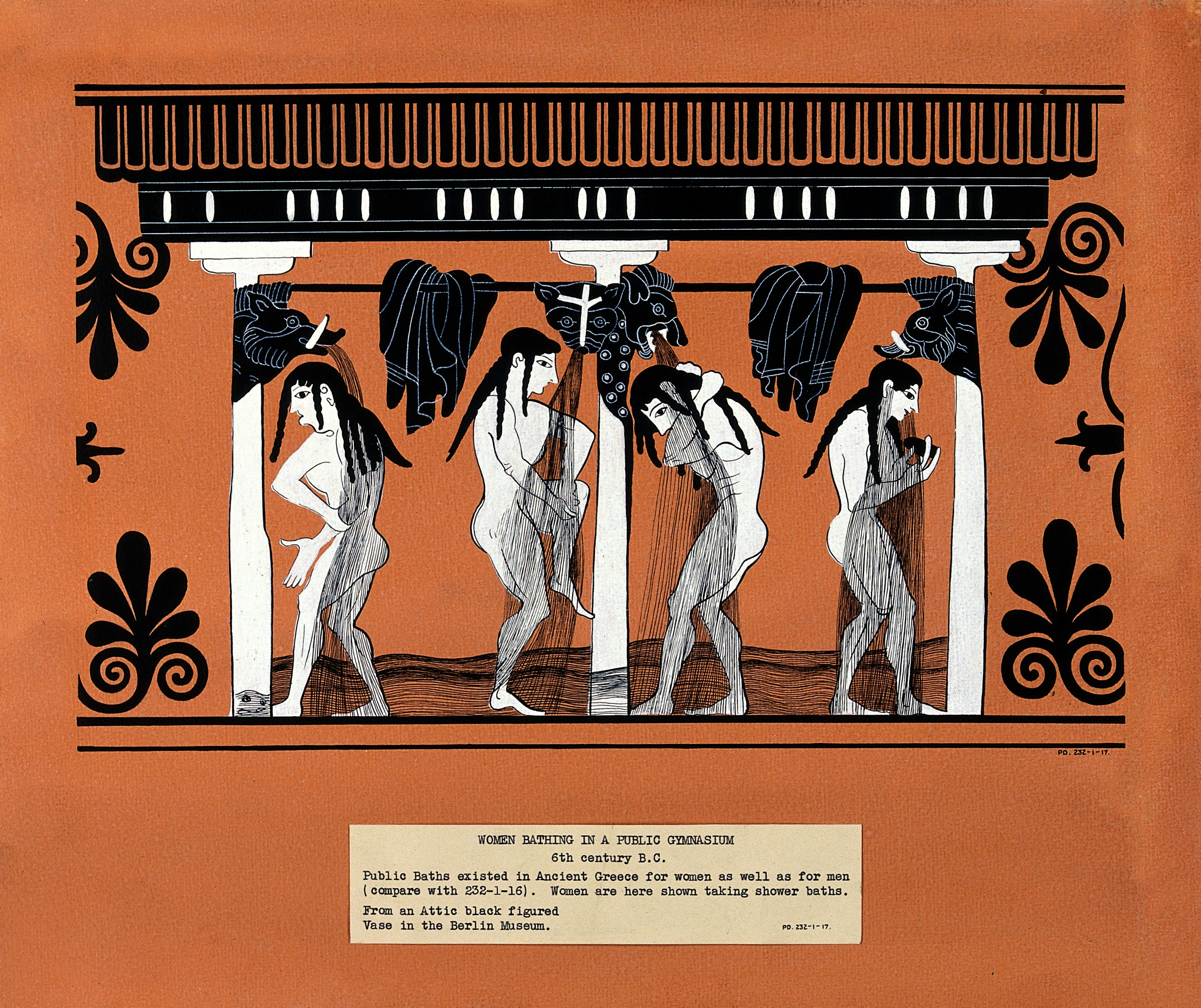
Mujeres duchándose. Copia pintada en un recipiente griego.

### Culturas antiguas
El primer caso a considerar es el de los Grandes baños de Mohenjo-Daro. No está muy claro si la gran balsa conservada era una piscina ritual, un baño público o un simple depósito de agua.
Algunos de los antiguos habitantes de la India practicaban baños rituales, basados en la higiene personal, tres veces al día. Esta costumbre está documentada por escrito en las llamadas grihya sutras. Todavía hay seguidores de este ritual en los tiempos actuales. (Ver Veda).

En la Grecia clásica había pequeñas bañeras, recipientes para lavar las manos y barcos para lavar los pies. Los hallazgos arqueológicos más antiguos relacionados con los baños son del palacio de Cnossos (Creta, segundo milenio aC) y las bañeras de alabastro de Akrotiri (Santorini). Hay referencias de baños y duchas de acceso público en algunas dependencias de los gimnasios. El helenismo del latín gymnasium (γυμνάσιο) significa "desnudo".

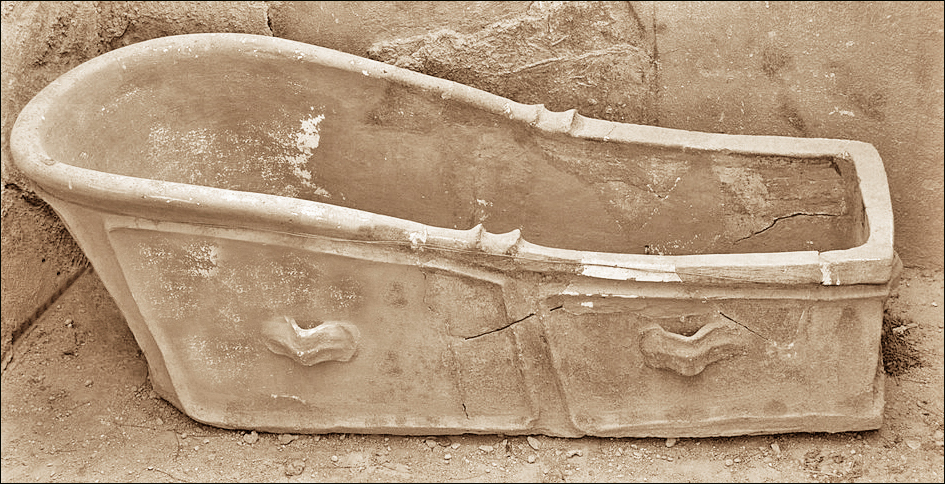
Cnossos. Bañera de la reina.
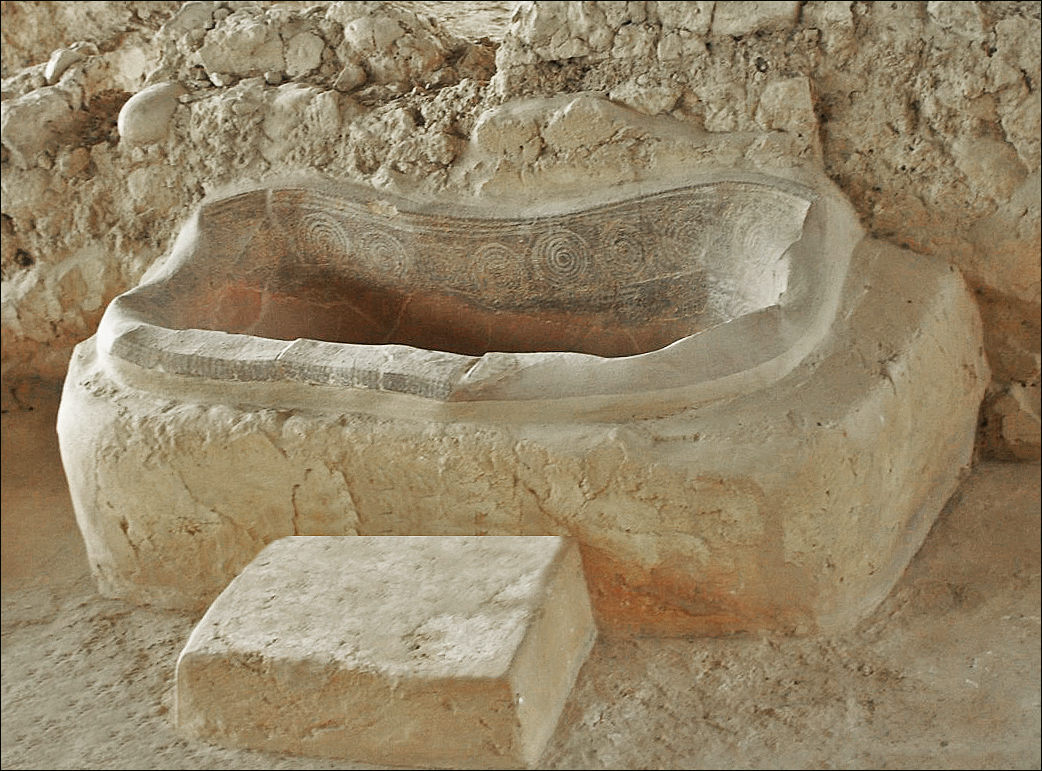
Pylos. Bañera de Néstor
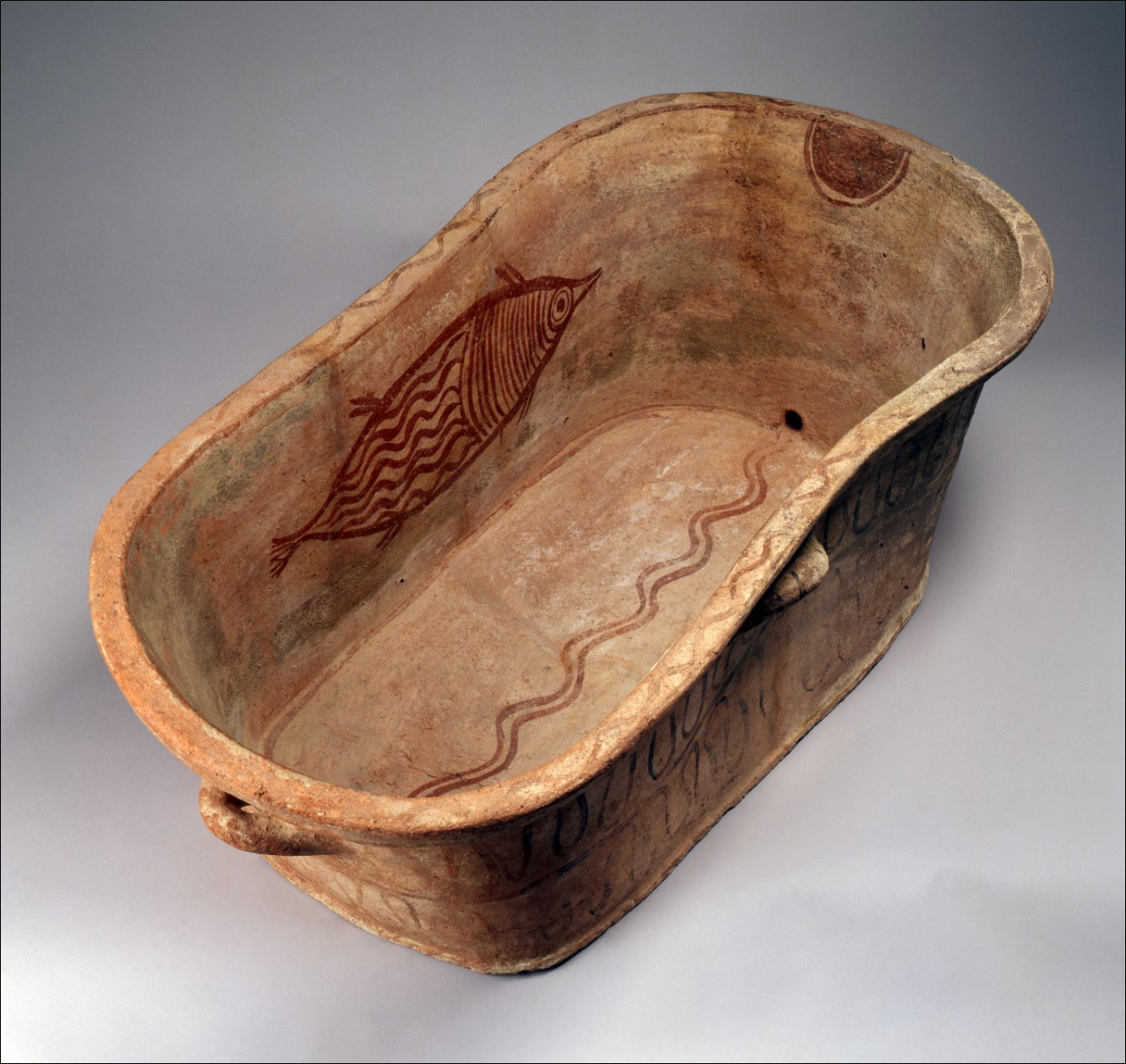
Cnossos. Bañera del palacio.

En la antigua Roma, además de los baños privados de las casas ricas, había baños públicos: las termas. Algunas de las termas eran monumentales. Por ejemplo, las Termas de Caracalla. Aprovechando las fuentes de aguas termales, los romanos construyeron baños por todas partes de los territorios de su imperio.

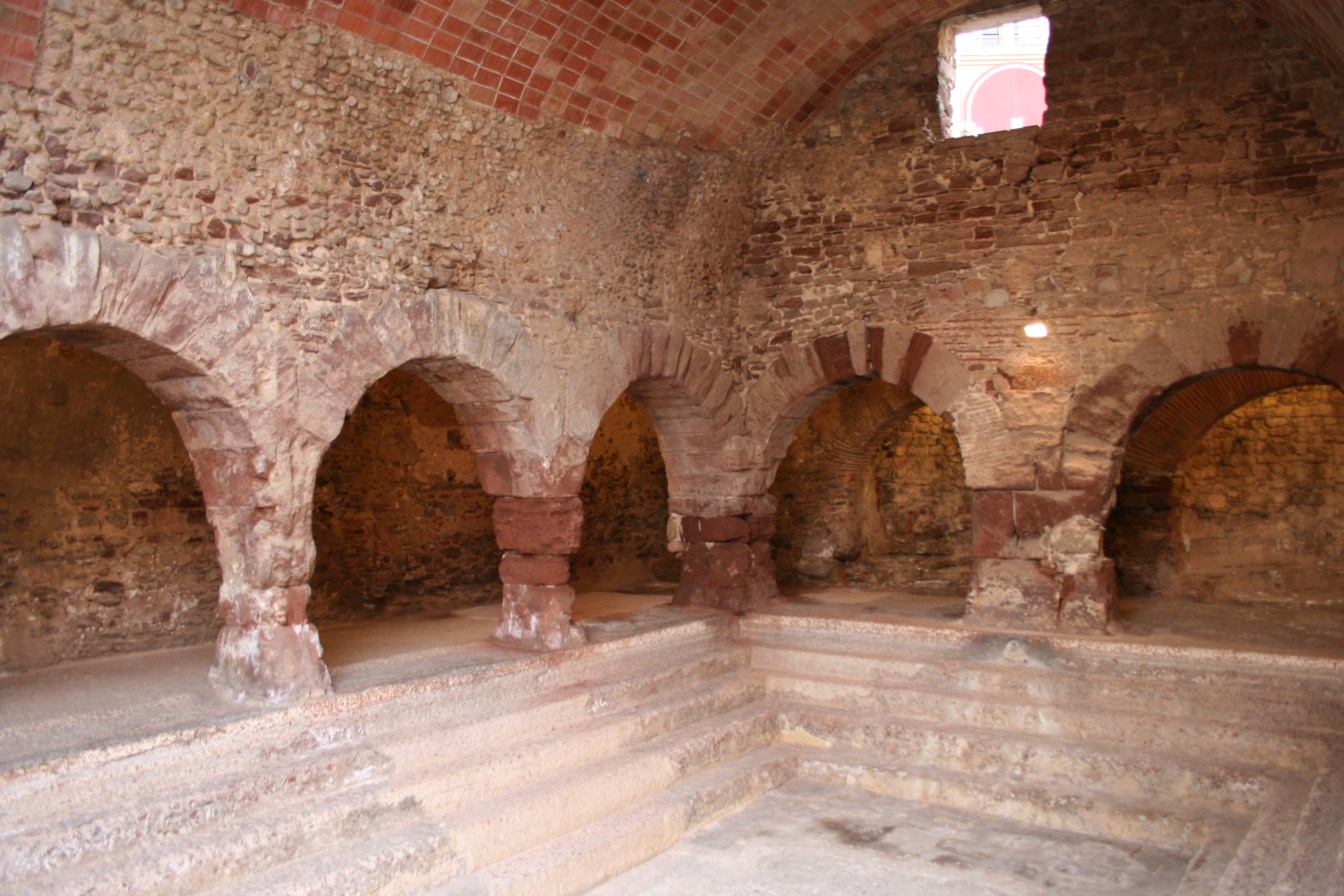
Termas romanas de Caldes de Montbui
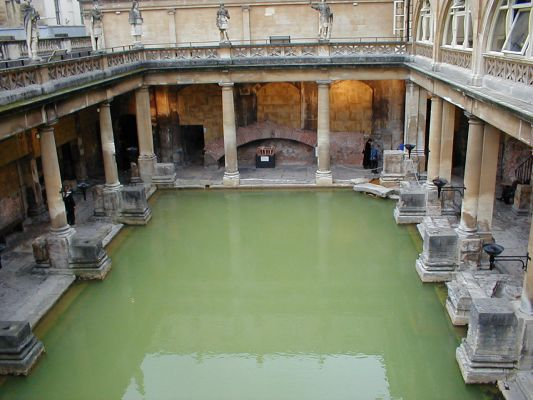
Baños romanos en Bath
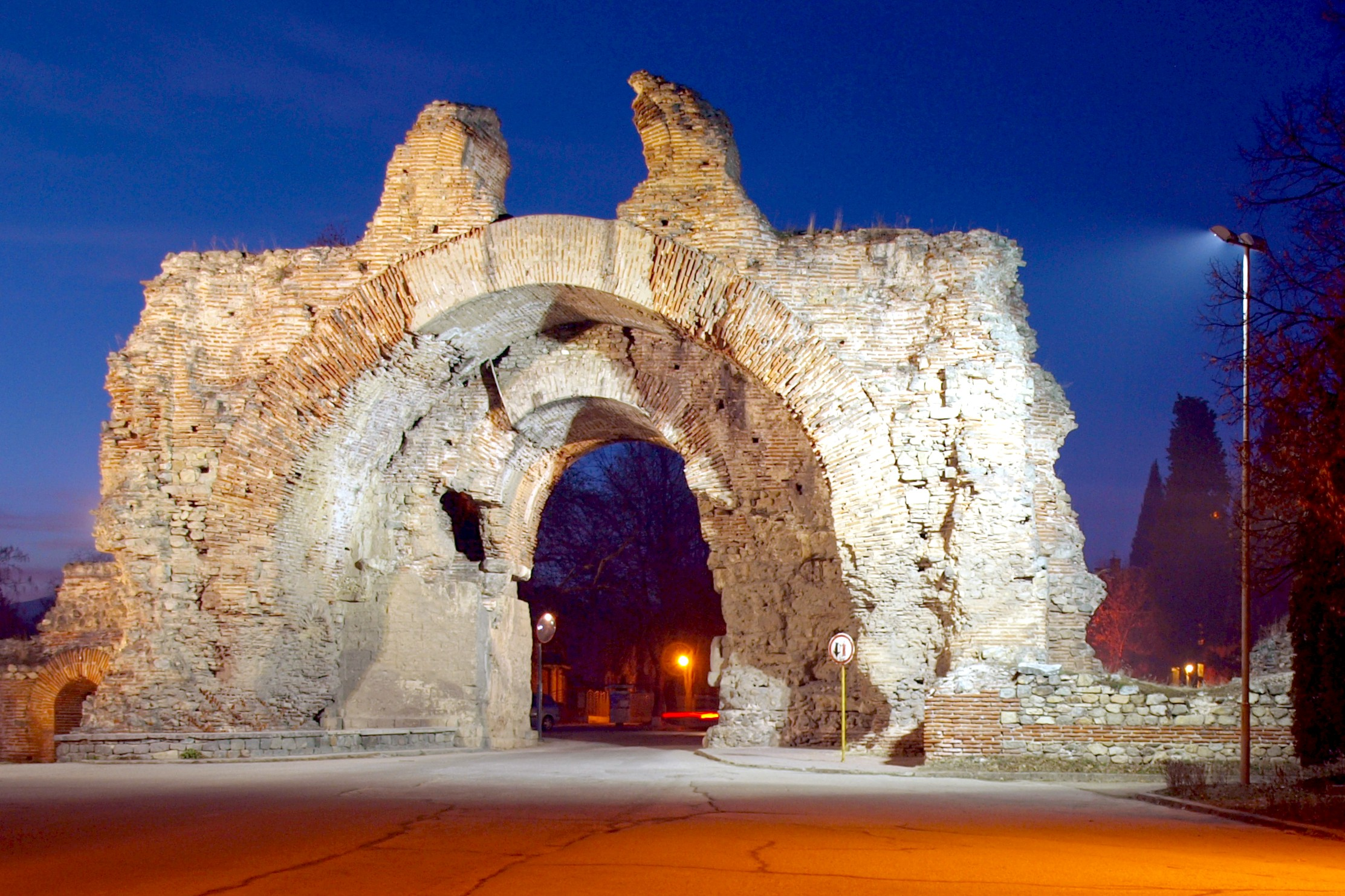
Puerta sur de las fortificaciones romanas de la ciudad de Hisarya, famosa por sus fuentes termales.
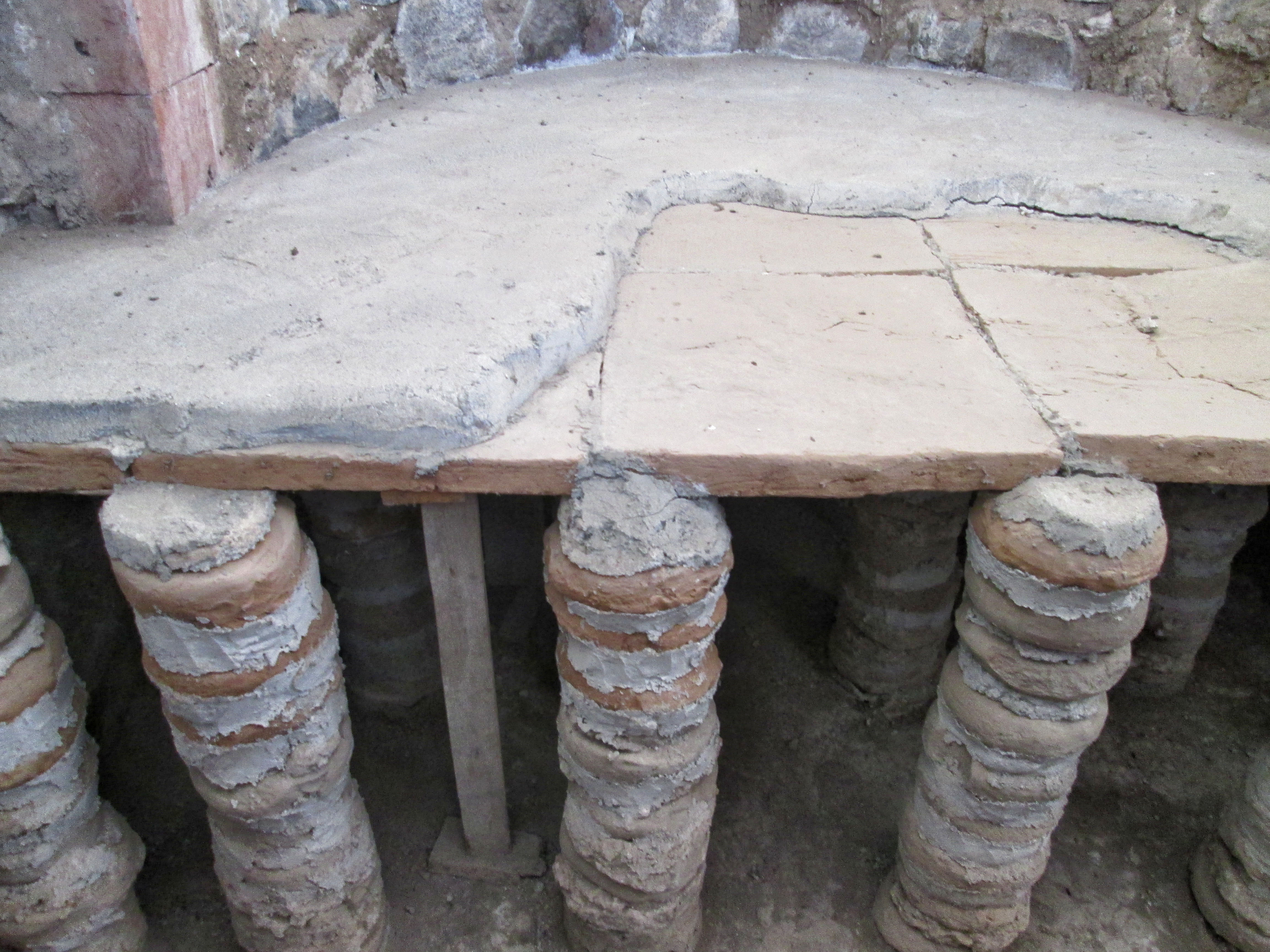
Detalle del caldarium de las termas cerca de Garni

### Japón medieval

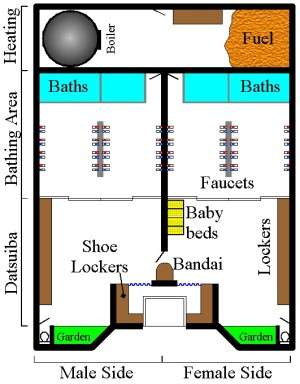
Distribución en planta de unos baños públicos japoneses (sentido).

La primera noticia de unos baños públicos en Japón data del 1266. El primer centro de estilo moderno destinado al baño (sentō en japonés) fue establecido en Edo (la actual Tokio) en 1591. Los primeros baños de vapor eran del tipo iwaburo (岩風呂 "balsas de rocas") o kamaburo (釜風呂 "baños de horno"). Los nombres indicaban el aprovechamiento de cavidades o cuevas naturales o la construcción de refugios con piedras. Dentro de cada recinto, algunas rocas calentaban con leña y se derramaba agua encima, produciendo vapor.

### América precolombina

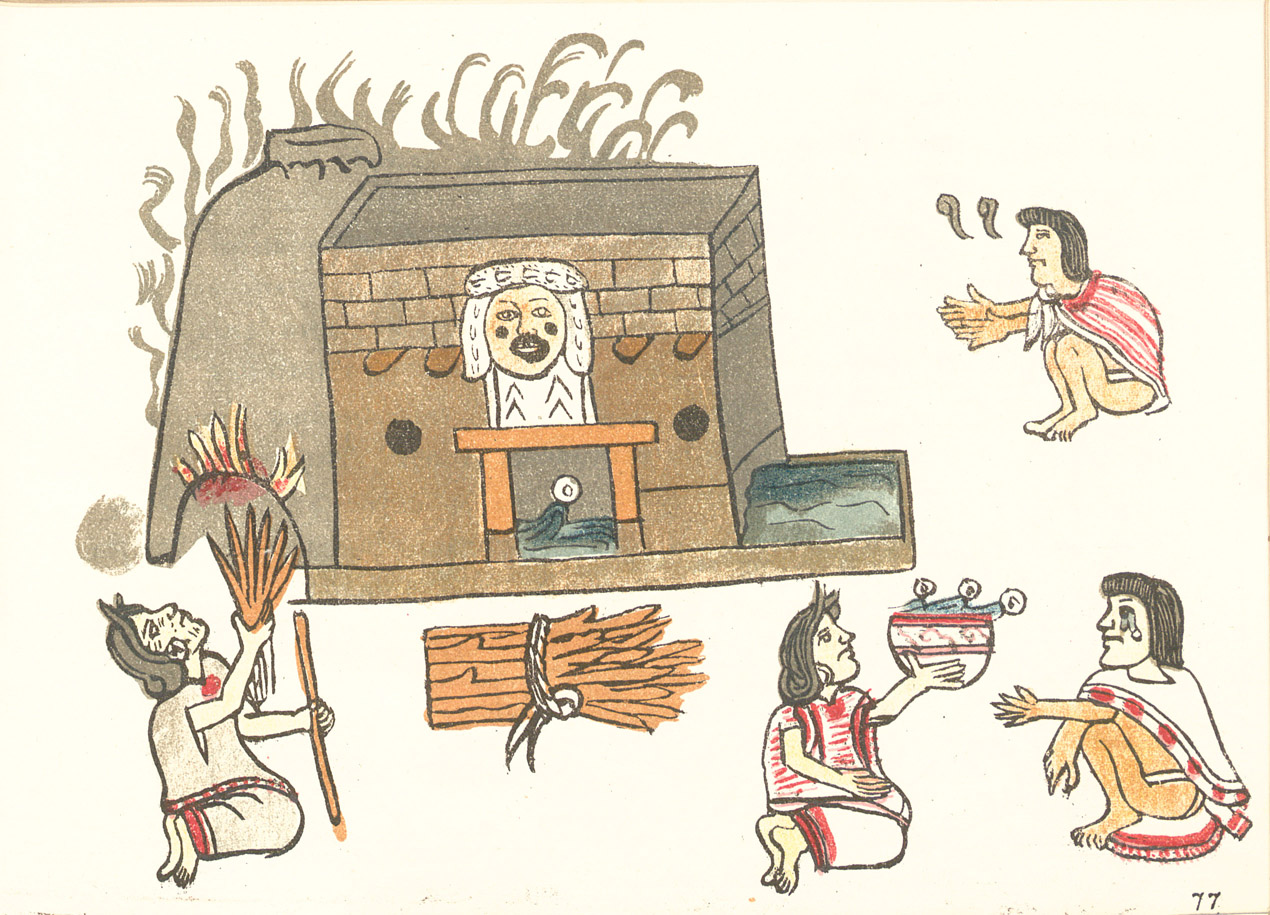
Casa para sudar azteca (temazcal). Dibujo del Codex Magliabechiano.

El baño era conocido y practicado por muchos pueblos precolombinos de América. El cronista español del siglo XVI Bernal Díaz del Castillo explicaba que el emperador azteca Moctezuma se bañaba cada día por la tarde. Bernal explica que, incluso encarcelado por los españoles, disponía de sus mujeres y sus baños.

... Era el gran Montezuma de edad de hasta cuarenta años y de buena estatura e bien proporcionado e cenceño, e pocas carnes, y la color ni muy moreno, sino propia color e matiz de indio, y traía los cabellos no muy largos, sino cuanto le ... e bien puestas e ralas, y el rostro algo largo y alegre, e los ojos de buena manera, e mostraba en su persona en el mirar, por un cabo amor e cuando era menester gravedad; era muy polido e limpio, bañábase cada día una vez a la tarde...
Bernal Díaz del Castillo. Historia verdadera de la conquista de la Nueva España.

El cronista Tomás López Medel explicaba la costumbre de los baños entre los indios, tan natural en ellos como la comida.

... el baño y el uso de lavarse es tan cotidiano a los indios, así a los de tierra fría como caliente, como el comer; y esto en fuentes y ríos y en otras aguas que se les ofrece, sin artificio alguno y sin otro regalo más de en el agua pura como la hallan...
Tomás López Medel. Tratado de los tres elementos, aire, agua y tierra.

- 1596. Pedro de Oña, en su epopeya culta Arauco domado, explica el baño de Caupolicán y su amada Fresia después de la siesta (Canto quinto).[19]

Algunas tribus de nativos americanos practicaban los baños de vapor en unas cabañas llamadas "cabañas de sudar" o "casas de sudar" (temazcal / temazcales en americanismo castellano).

### Época medieval en Europa
En contra de la creencia popular, basada en libros de ficción y películas, la práctica de baños higiénicos en la Edad Media era bastante habitual. Por lo menos entre las clases acomodadas. Castillos y monasterios disponían de instalaciones permanentes destinadas a los baños corporales. Prácticamente en todas las ciudades había baños públicos a precios moderados. En París había 26 baños a finales de los siglo XIII. En las ciudades de Tortosa y Lérida, en poder de musulmanes, había baños públicos. También los había en Perpiñán, Gerona y Barcelona. En la ciudad condal existían tanto los baños Viejos (1142) como los baños Nuevos (1162).

#### Aspectos religiosos
Desde el punto de vista cristiano, el bautismo con agua lustral o agua bendita (y en algunos ritos, por inmersión) era un baño ritual que lavaba o lustraba (purificaba) los pecados cometidos anteriormente, y / o simbolizaba con la salida de la inmersión total la muerte y la resurrección o renacimiento a una nueva y pura forma de vida. Era costumbre lavarse al menos una vez al año, el último día, en honor a San Silvestre, como purificación para empezar el año siguiente. Muchos aspectos de la religión cristiana estaban relacionantes con el uso metafórico del verbo lavar: lavar los pecados. En cuanto a los baños higiénicos, la Iglesia estaba a favor; sólo estaba en contra de la desnudez y de la posible promiscuidad en los baños públicos. Las religiones judía y musulmana eran partidarias de las abluciones rituales y de los baños de limpieza corporal.

#### Documentos sobre los baños cristianos
- 195 d. C. Tertuliano, en su obra Apologeticus, informaba de las costumbres en cuanto a los baños.[24][25][26]
- 200 d. C. Clemente de Alejandría.[27][28]
- 600 d. C. El papa Gregorio Magno no aprobaba bañarse en domingo.[29] En una de las historias que escribió, hablaba de un sacerdote que iba a bañarse en las termas de Civitaveccia, considerando el hecho como una costumbre habitual.[30]
- 800. Según Einhard, a Carlomagno le gustaban los baños termales. Era un buen nadador y solía ir a menudo.[31]

... Delectabatur etiam vaporibus aquarum naturaliter calentium, frequenti natatu corpus exercens, cuius adeo peritus fuit, ut nullus ei iuste valeat anteferri...
Einhard. VITA KAROLI MAGNI.

- ¿siglo X? En la obra Secreta secretorum (traducido al castellano como Poridat de poridades) hay un capítulo destinado a los baños. Una transcripción libre de la versión catalana (Libro de la sabiduría) es la siguiente:

VII capítol. Dels banys. Lo bany és una de les maravelles d’aquest món, car és edificat segons los quatres temps de l’any; car lo bany fred és comparat a l’hivern, lo tebi a la primavera, lo calt a l’estiu, lo sec a la tardor. De gran saviesa és fer quatre estatges en lo bany. Així que lo primer sia fred, lo segon tebi, lo terç sec e lo quart calt. E quan algú voldrà entrar en lo bany deu un poc estar en lo primer estatge un poc e aprés entrar en lo segon e estar un altre poc, aprés entrar en lo terç e estar un altre poc, e aprés entrar al quart. E aquesta ordre deu tenir a l’eixir que ha tenguda a l’entrar, per ço que no es mudi de sobte de fred a calor, ni de fredor a calor.
E sia edificat lo bany en lloc ventós i hagi fornal gran i aigua dolça. E quan l’hom és banyat deu-se suaument eixugar amb un drap de lli una volta i amb un altre (drap) net i eixut una altra volta, e amb un altre altra volta. E aprés vesteixi’s ses vestidures netes e belles. I quan ho hagi fet begui xarop rosat…
Secret dels secrets.

- 165. Benjamín de Tudela visitó el baños de Pozzuoli.

... Hay allí baños de aguas termales que surgen de dentro de la tierra, y están a orilla del mar; hay como unos veinte  baños, y cualquier persona aquejada de alguna enfermedad, va y se sumerge, saliendo curada y reconfortada. Todos los enfermos de Lombardía van allí durante la temporada estival...
Benjamín de Tudela. .

- 1197. Petrus Ebulensis (Pedro de Éboli) escribió un poema didáctico sobre los baños de Pozzuoli : De balnearia puteolanus.[33]

#### Baños públicos
Simplificando mucho, es posible afirmar la existencia, en época medieval, de baños públicos siguiendo una tradición ininterrumpida desde la dominación romana. Las invasiones musulmanas del sur de Europa modificaron muy poco la red de baños previamente existente. Esto no quiere decir que no hubo reparaciones, modificaciones o nuevas construcciones de baños, ni que los nuevos baños islámicos no tuvieran diferencias sobre los antiguos baños romanos. En Europa central, sin invasiones islámicas, los baños públicos fueron reconstruidos y adaptados.
Los baños públicos eran un fenómeno urbano. Había, casi, en todas las ciudades importantes y en muchos centros de peregrinación. Su propiedad y explotación podían ser municipales, de alguna alta autoridad, de una persona particular o de una sociedad.
Muchos "calls judíos" disponían de baños exclusivos. Lo mismo ocurría con algunas alhóndigas.
Una descripción genérica es prácticamente imposible. Cada baño presentaba características propias. Algunos rasgos generales son los siguientes. 
- Arquitectura. Un baño público implica un edificio o un conjunto de edificios. 
  - Algunos documentos medievales indican una distribución en tres cuartos: de agua fría, de agua caliente y estuvo o baño de vapor. Los baños de vapor no eran universales, pero sí relativamente frecuentes.
- Sistema de baños. Había una (o varias) bañera grande de madera usada de forma comunitaria. Tapando la bañera había una especie de tienda o mariposa que mantenía el calor y limitaba las corrientes de aire. En muchos casos había agua caliente, calentada con leña y servida con cubos.[37][38]
  - Los usuarios se bañaban desnudos y, en los primeros tiempos, sin separación sexos. Este aspecto fue muy controvertido y, finalmente, provocó la desaparición de los baños públicos hacia finales del siglo XVI. En épocas intermedias hubo separación de sexos (en baños separados o en horarios separados).
  - Solía haber personal auxiliar que podía ayudar en la limpieza (frotar la espalda, llevar toallas, ayudar a entrar y salir de la bañera...).

#### Baños públicos en poblaciones pequeñas
- 1273. En una estancia en Alcira, el rey Jaime I concedió la explotación de unos baños públicos en Murviedro a Jucef Abinxaprut: "... cum caldaria te aliis apparamentis ipsorum balneorum..."[39]

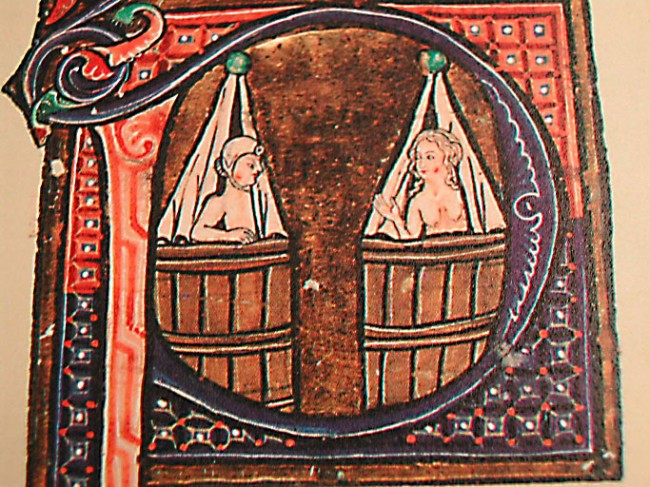
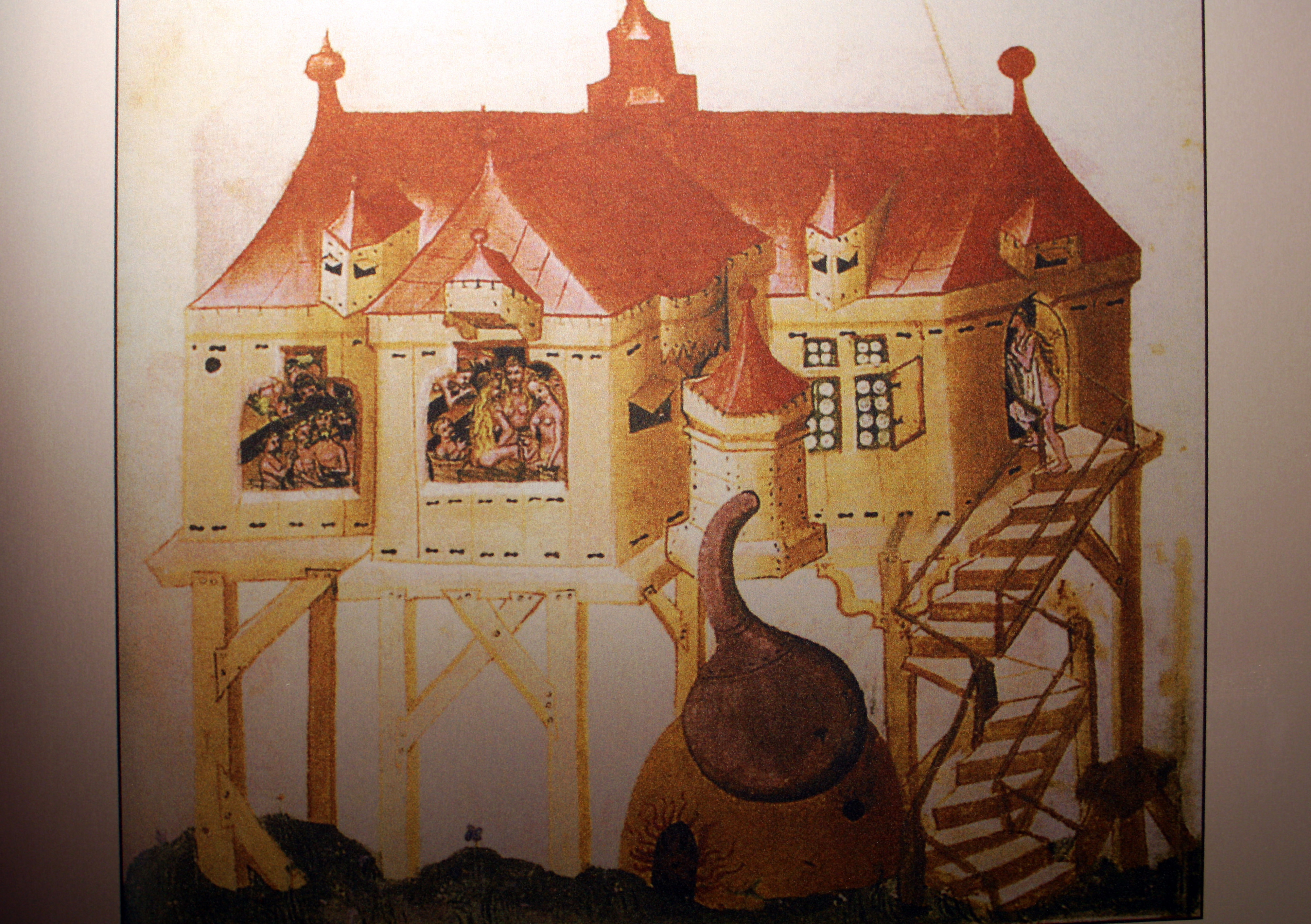
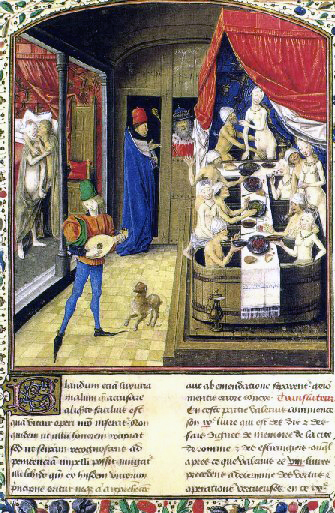
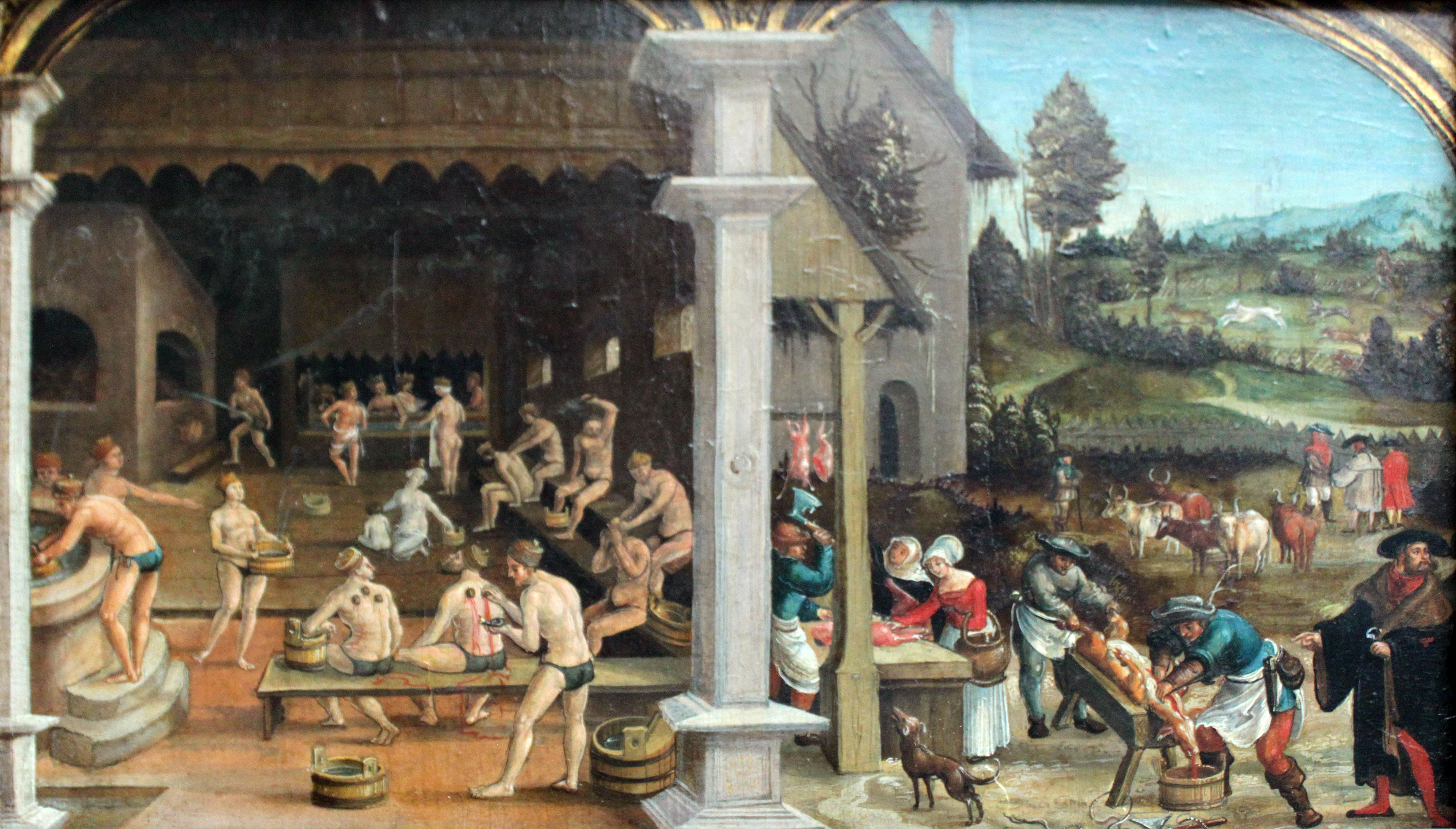

#### Los Baños Nuevos de Barcelona

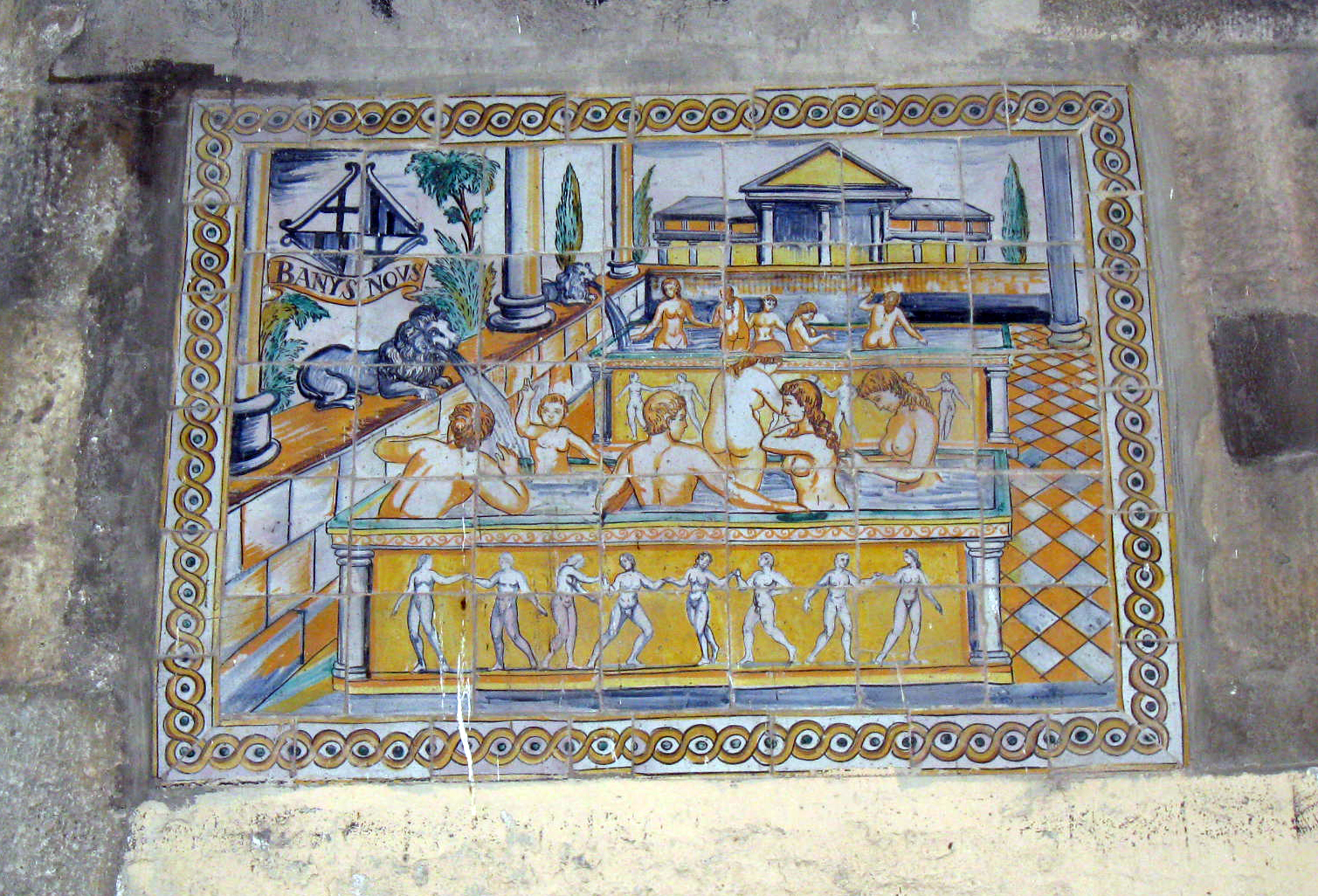
Placa indicadora en la calle de los Baños Nuevos (Barcelona).

Los establecimientos de baños públicos medievales presentan particularidades diversas, en función de l`época concreta y de la ubicación geográfica. El caso de los Baños Nuevos de Barcelona permite recordar algunos detalles concretos.
- 1169. Ramón Berenguer otorgó licencia para construir unos baños a su alfaquí judío Abraham Bonastruc. La propiedad, los gastos de explotación y los beneficios irían a cargo del rey (2/3) y de Abraham (1/3).[40]
  - El edificio se construyó en lo que había sido un huerto rico en agua. Agua que se extraía con una noria. Huerto y edificio suponían una inversión importante. Es de suponer que sólo unas instalaciones muy frecuentadas podrían dar beneficios.
- 1199. Pedro el Católico donó a Guillem Durfort los dos tercios de los Baños Nuevos que poseía. Como Guillem había comprado anteriormente el otro tercio de la propiedad, pasó a ser el único propietario.[41]
- 1199 a 1262. Durante este período fueron propiedad de la familia Durfort.
- 1262. Fueron comprados por 300 sueldos por Pere Burgués.
- 1429-30. Propiedad de Joan Junyent, mercader de Barcelona.

#### Declive y desaparición de los baños públicos en Europa
Desde finales del siglo XVI hasta el siglo XVIII los baños públicos prácticamente dejaron de existir. Por lo menos, como práctica habitual de muchos sectores sociales. Sólo se mantuvieron los balnearios más importantes.

## Historia moderna
A finales del siglo XVII algunos médicos estudiaron y divulgaron los beneficios de los baños y su uso con fines terapéuticos. El principio que defendían era bastante claro: los baños adecuadamente practicados mejoraban la salud.

#### Tratados publicados
- 1697. John Floyer. An Enquiry into the right Use and Abuses of the hot, cold and temperate Baths in England.
- The ancient psychrolousia revived, or an Essay to prove cold bathing both safe and useful (London, 1702; Manchester, 1844, 12.ª ed.)
  - John Floyer & Edward Baynard (1715). Psychrolousia. Or, the History of Cold Bathing: Both Ancient and Modern. In Two Parts. The First, written by Sir John Floyer, of Litchfield. The Second, treating the genuine life of Hot and Cold Baths..(exceedingly long subtitles) By Dr. Edward Baynard.. Londres: William Innys. Fourth Edition, with Appendix. Full text a Internet Archive (archive.org)
- 1703. Bernardino Ramazzini y Luca Antonio Porzio. De morbis artificum diatriba.[42]
- 1708. Thomas Guidott. An Apology for the Bath.[43]
- 1822. Philibert Patissier. Traité des maladies des artisans... d'après Ramazzini.[44]

#### Baños públicos "modernos"
De acuerdo con el cambio de mentalidad de la sociedad, en algunas ciudades se ofrecieron servicios de baños.

- 1765. Paris. Baños públicos en el río Sena sobre dos gabarras.[45][46]
- 1827. Taüll-Vall de Boí. Poblet de 90 habitantes con baños de agua fría y caliente.[47]
- 1829. Liverpool. Primer baño público moderno en Europa.
- 1830. Baños en Birmingham
- 1842. Primera casa de baños con agua tibia, en Liverpool.[48]
- 1845. Barcelona. Primeros baños "rusos" de vapor.[49]
- 1854. Barcelona.[50]

### Desde la Segunda Guerra Mundial hasta la actualidad
La proliferación de los baños privados, con cuartos de baño en todas las casas y, generalmente, equipadas con agua corriente fría y caliente, ha convertido en innecesarios los baños públicos de alquiler. Los numerosos establecimiento que aún funcionan están orientados a servicios de lujo y tratamientos estéticos o medicinales.
Las instalaciones compartidas son frecuentes en fábricas de todo tipo. En el caso de clubes deportivos, se han convertido en imprescindibles y obligatorias.

## Balnearios
A diferencia de los baños públicos destinados a la higiene del cuerpo, los baños medicinales han estado en funcionamiento de manera más o menos continua desde la época romana hasta los días actuales.
El tratamiento preventivo y el cuidado de enfermedades mediante las aguas (Hidroterapia) se practicaba y se practica en los balnearios.

### Historia de los balnearios
Resumir una historia de más de dos mil años es muy difícil. Sí es posible ofrecer algunos detalles puntuales, en orden cronológico, y algunas muestras documentales. (Atención: los años que acompañan la cronología siguiente son, en algunos casos, aproximados).
- 420 a. C. Hipócrates, llamado el padre de la medicina, fue un defensor de los baños medicinales.[52]
- 70 d. C. Construcción de los baños romanos de Bath.[53]
- 75 d. C. Baden Baden, Aquae Aureliae.[54]
- 200 d. C. Galeno escribió sus opiniones sobre los baños curativos.[55]
- 1580-81. Michel de Montaigne visitó algunos balnearios en Italia y escribió sobre sus experiencias. También se bañó y tomó las aguas de Baden-Baden. Hay que recordar que sufría de piedras en el riñón.[56][57][58]

## Natación

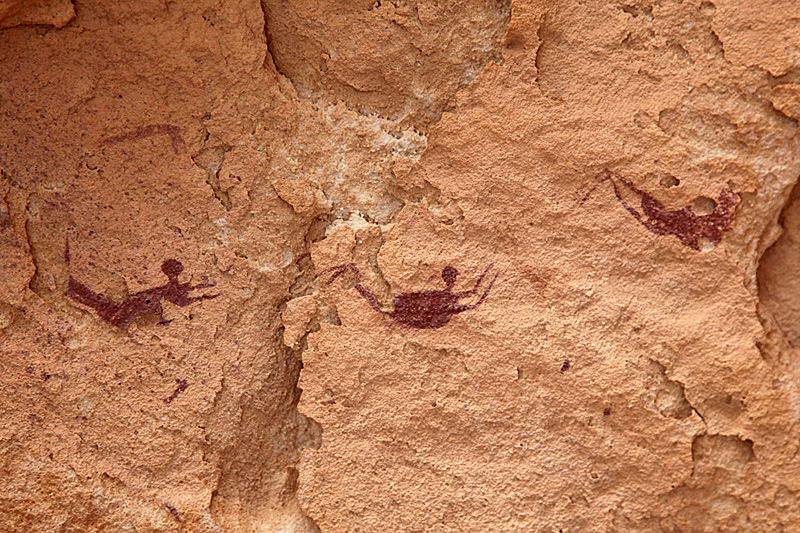
Cueva de los nadadores. Uadi Sura (Wadi Sora) Egipto.

La natación, entre los humanos, se basa en el desplazamiento autopropulsado de una persona en un medio acuático por placer, necesidad, deporte, ejercicio o supervivencia. En superficie puede ser practicada durante períodos de tiempo muy largos, con entrenamiento adecuado. En inmersión y apnea los tiempos son mucho más cortos. La práctica de la natación exige mojarse. Dicho de otro modo: la natación es una modalidad de baño. 

### Historia de la natación
- La referencia más antigua sobre la natación está fechada en la época prehistórica. Hay unas pinturas en el actual Egipto en la llamada Cueva de los nadadores,[59]
- La Epopeya de Gilgamesh, hace unos 4.700 años, habla de la natación.
- En la Odisea, Ulises nada para salvarse de un naufragio.[60]
- Ezequiel 47: 5.

Luego midió mil más: era un río que no pude pasar, porque las aguas habían crecido. Era una corriente de agua para pasarla nadando, un río que no se podía atravesar a pie.
Ezequiel 47:5.

- 400 a. C. Platón, en su obra Las leyes (III, 689) menciona los ignorantes recordando un dicho de los atenienses: los ignorantes son "los que no saben nadar ni leer".
- 54 a. C. Los bátavos (en latín, Batavia) fueron un pueblo germánico que vivía en que ahora son los Países Bajos, mencionado por primera vez por Julio César. Participaron en la Conquista romana de Britania. Eran reputados como nadadores excelentes.
- 388. Vegecio, en la obra De re militari indica que los soldados deben saber nadar.[61]
- La epopeya sajona Beowulf.[62]
- 1300. Francesc Eiximenis, en el libro XII.º de su Lo Crestià / El cristiano, hablaba de la guerra naval y de la disciplina y orden que hay que observar en los barcos. Aconsejaba el ataque a los barcos enemigos con buceadores expertos que agujereen la obra viva del buque enemigo.

(En una galera)...deu hom haver homens qui sapien retenir l’alende (alé, respiració) desus l’aigua una bona estona; e detràs lo vaixell salten en la mar ab una bona barrina e faça hi molts forats desus en lo freu qui és entre la proa i la sentina, car aquí es pot menys conèixer lo forat com totstemps aquest freu sia ple de roba ...
Francesc Eiximenis.Lo Crestià

- En la novela en valenciano Tirant lo Blanc / Tirante el Blanco de Joanot Martorell existe una descripción realista y detallada de una operación militar para destruir una nave enemiga mediante una cuerda delgada, otra cuerda gruesa ("gúmena"), un nadador experto y osado, un cabestrante y otros. El relato indica de forma clara que una cuerda tiene dos cabezas.[63]
- 1810. Lord Byron atravesó los Dardanelos nadando, evocando el mito de Hero y Leandro.[64][65][66]
- 1844. Primera mención del crol, exhibido por dos nativos americanos de la tribu Anishinaabe: Flying Gull y Tobacco.[67]
- 1871. Natación en público en Barcelona.[68]
- 1907. Fundación del Club Natación Barcelona.

#### Vestidos de competición
Los trajes usados en competiciones de natación han evolucionado a lo largo del tiempo. Un cambio importante fue el uso de fibras textiles sintéticas. Un cambio radical, relativamente reciente, fue la adopción de trajes de baños con más superficie, más flotabilidad y más rugosos (imitando la piel de tiburón). Las normas actuales limitan las dimensiones y la flotabilidad de los trajes de baño. Un cierto grado de rugosidad, estudiada específicamente, mejora las prestaciones de los trajes de baño autorizados.

## Baños de mar
Bañarse y nadar en el mar son actividades muy antiguas, practicadas por muchos pueblos costeros. Los baños de mar terapéuticos fueron recuperados hacia finales del siglo XVI y, de forma importante en Europa, en todo el siglo XIX. 

### Trajes de baño
Los primeros trajes de baño tapaban el cuerpo casi por completo. La carrera para la reducción de la superficie de tela fue lenta, hasta llegar a los resultados actuales. 

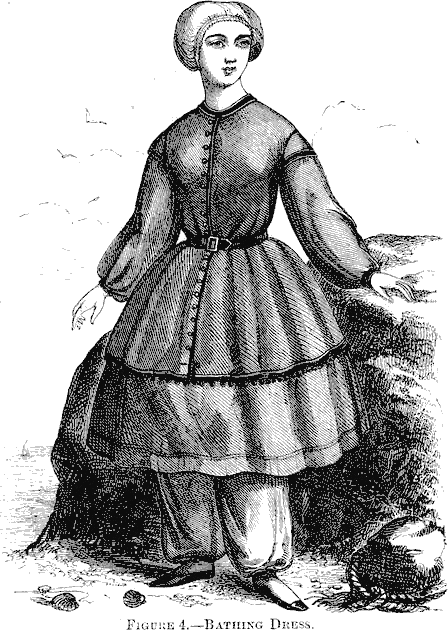
1858
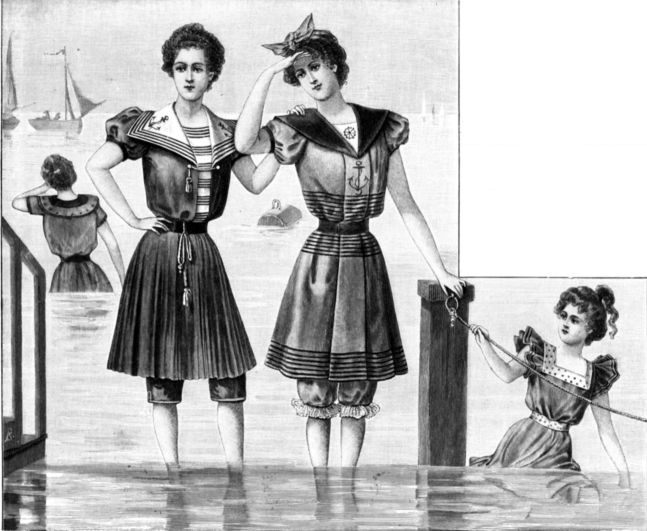
1898
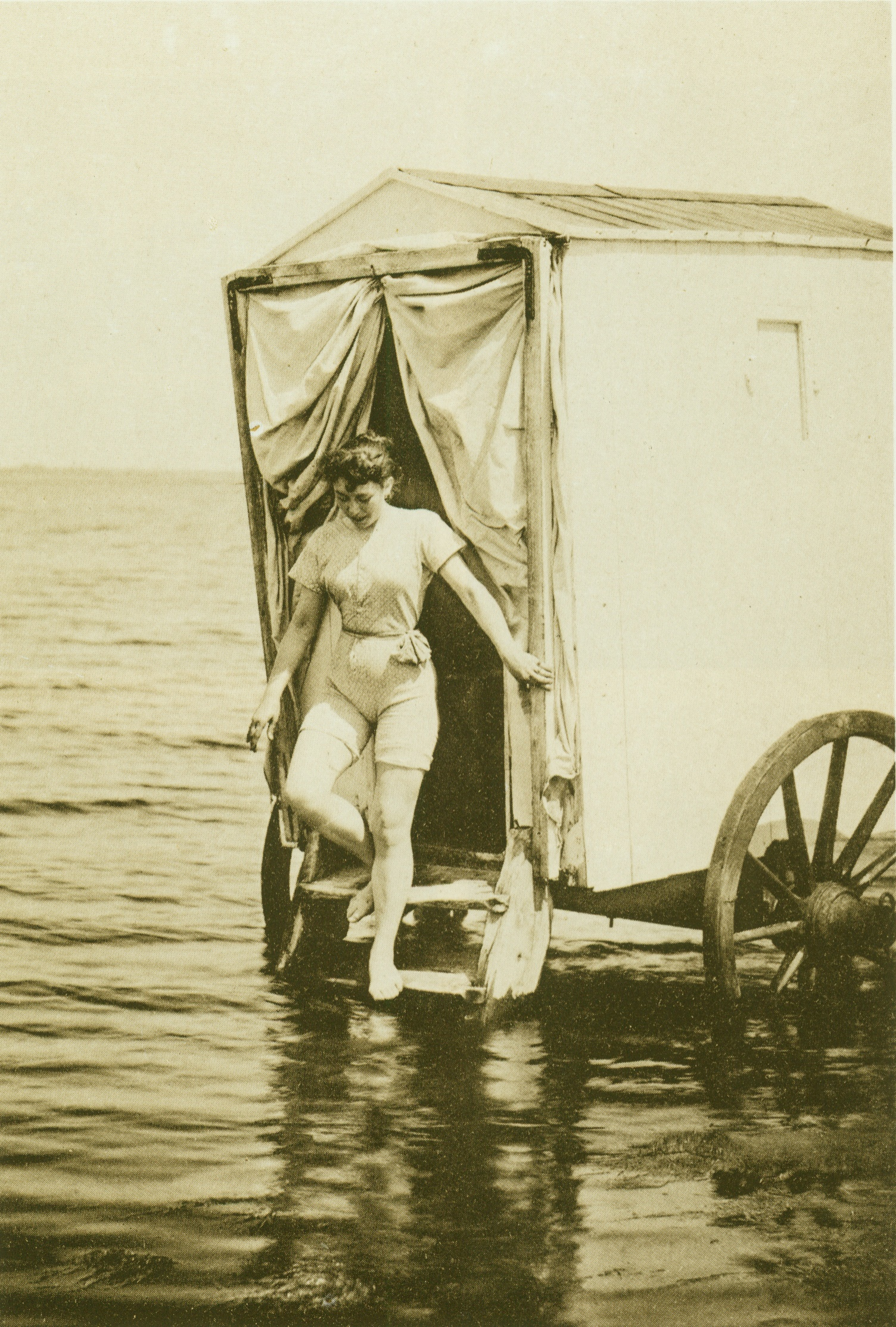
1893
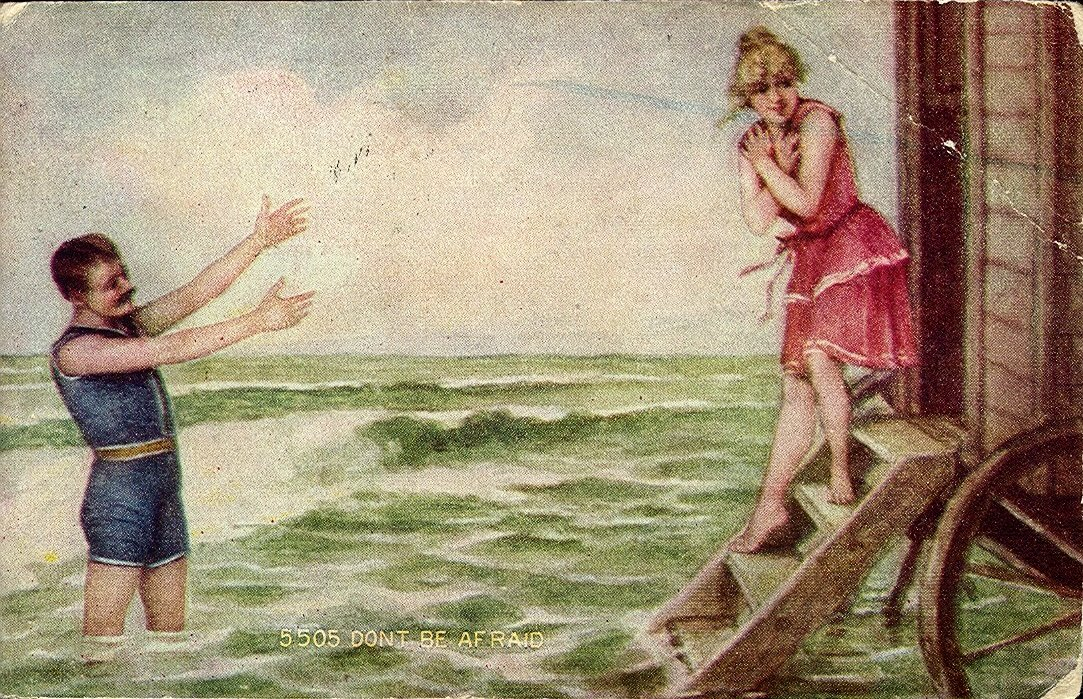
1910

### Baños en elMar Muerto

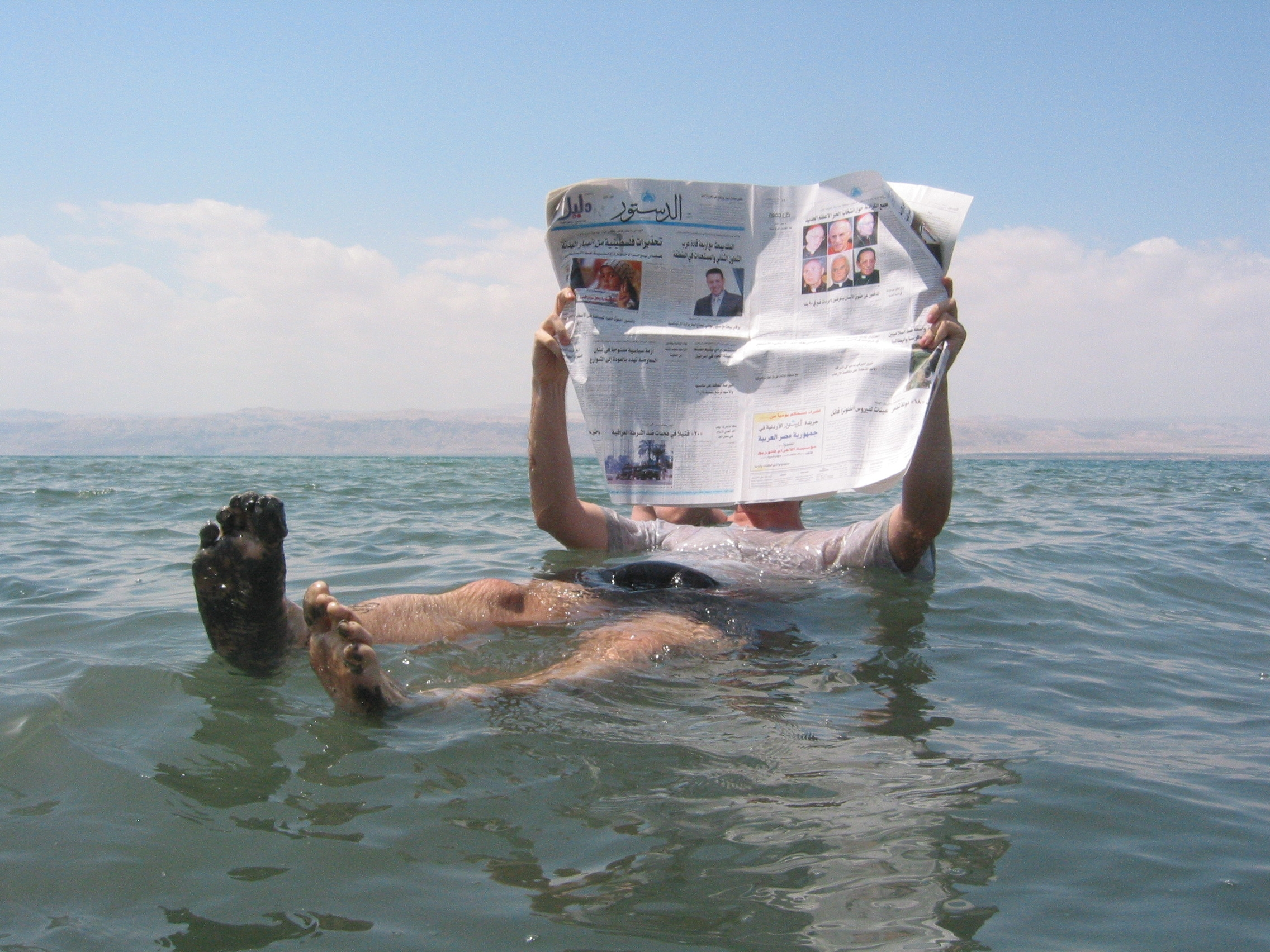
La elevada salinidad del agua aumenta la flotabilidad de los bañistas

La salinidad de las aguas del Mar Muerto hace que su densidad sea sensiblemente más alta que la del agua dulce. El bañista experimenta una flotabilidad muy grande y una sensación peculiar. La misma acción irritante de la sal sobre los ojos y la posibilidad de tragar algún trago, impidan la práctica de los baños convencionales.

#### Agua "flotante"
Hay un agua artificial, patentada, de gran densidad y no salada. Su uso ha sido promocionado para piscinas infantiles. El objetivo principal es el de impedir ahogamientos o, al menos, dificultarlos en gran medida.

## Baños de barro
Los baños de barro, parciales o por toda la superficie del cuerpo, están documentados en algunos balnearios desde épocas muy antiguas.

### Baños con otras materias
Probablemente inspirados en los tradicionales baños de barro, hay tratamientos similares que utilizan otras materias. Un ejemplo típico son los baños de chocolate. A efectos prácticos las cataplasmas y las máscaras faciales con materias más o menos exóticas, son mucho más populares que los baños totales. 

#### Baños y líquidos exóticos

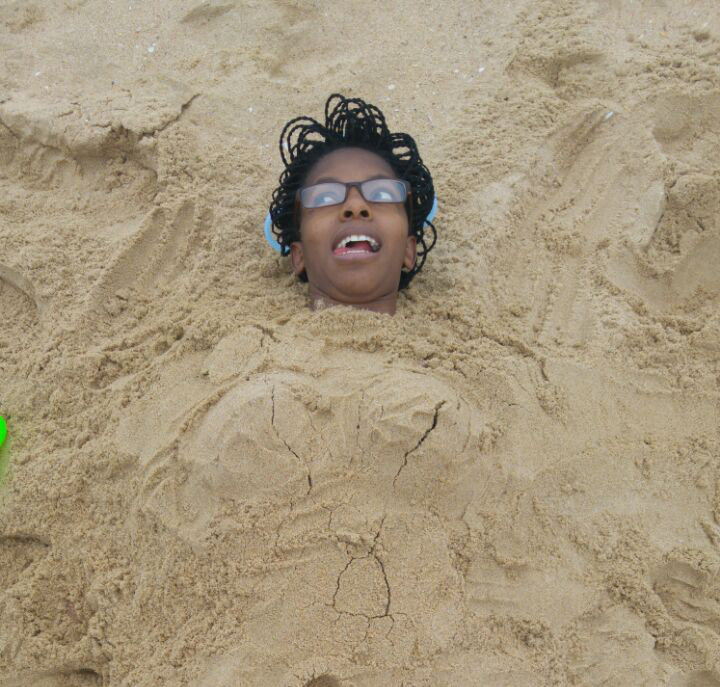
Joven voluntariamente enterrado en la arena.

Aunque el barro y las materias del presente apartado son pastas o similares, hay que recordar que el exotismo puede atribuirse a algunos líquidos. 
- Bañarse con leche de burras era practicado por algunas damas famosas: Cleopatra, Agripina, Popea ,...[78]
- Hay leyendas urbanas que hablan de bañarse en champán (o cava) o, incluso, en colonia o perfume.[79][80]

## Baños de arena
Una imagen relativamente frecuente en las playas es la de un niño o una persona adulta enterrada hasta el cuello por diversión. Lo cierto es que esta práctica de ser parcialmente enterrado en arena es un tratamiento terapéutico muy antiguo que se ofrece en algunos balnearios. La temperatura de la arena puede ser beneficiosa, aliviando el dolor o acelerando la curación de algunas lesiones o enfermedades: reumatismo,...

## Apéndice 1:Termas romanas

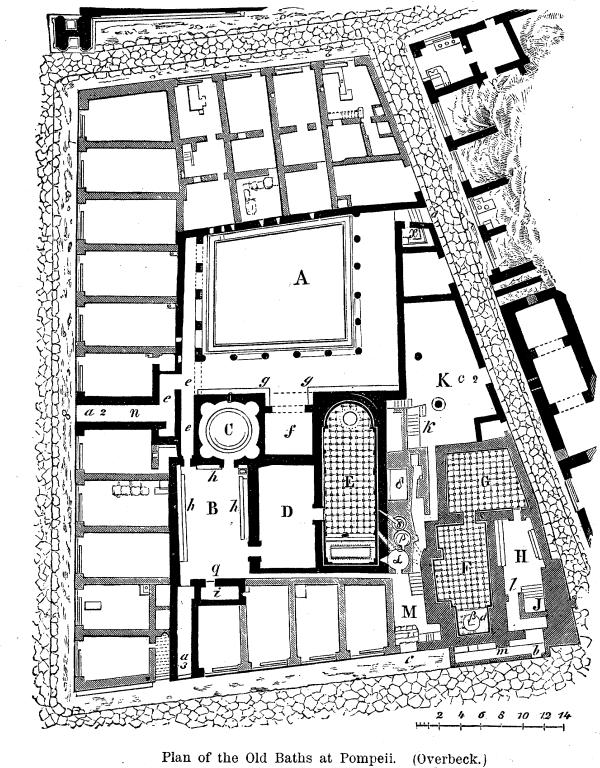
Planta de las termas de Pompeya.

Dentro de las termas romanas había el edificio específicamente destinado a los baños. Se dividía en seis estancias típicas: 
- spoliatorium
- frigidarium
- tepidarium
- sudatio, laconicum[1]
- balneum
- onctuarium[83]

Alrededor de estos espacios principales había otros de accesorios: 
- ' apodyterium o apodyterion, el vestuario, donde se podía guardar sus pertenencias en una especie de "taquillas" llamadas stabilitores.
- La palestra o gimnasio para el exericici físico. Éste, a diferencia del griego, se llevaba a cabo siguiendo el modelo de la preparación física militar. Los principales ejercicios que se realizaban eran los siguientes: cursus (carrera), Hasta (lanzamiento de jabalina), LUCTA (lucha, la actualmente llamada lucha grecorromana), discus (lanzamiento de disco), pila (ejercicios con bolsas llenas de piedra a la manera de "pelotas") y saltus (salto de altura o de longitud), entre otros.
- La natatio (piscina al aire libre para practicar la natación).

Algunas de las termas de Roma eran monumentales: Términos de Agripa, Términos de Caracalla, Termas de Diocleciano, Términos de Nerón, Termas de Tito, Termas de Trajano. 

## Apéndice 2:Baños turcos
Los llamados baños turcos pueden ser de dimensiones variables (desde muy pequeñas hasta muy grandes) y con estancias distribuidas de forma diferente. En general constan de un vestuario, de una sala tibia, una sala caliente, una piscina y una sala de enfriamiento. El usuario entra vestido y se desnuda en el vestuario. Con una toalla pasa a la sala tibia y permanece allí unos minutos. Una vez ambientado, pasa a la sala caliente, donde se pone a sudar profusamente. Al cabo de un tiempo pasa a sumerge en la piscina de agua fría. El tratamiento finaliza con un lavado y un masaje. Y un período de reposo en una sala de enfriamiento. 

## Apéndice 3: Baños rusos
Los baños rusos tradicionales se describían como baños de vapor a alta temperatura. Los usuarios, tras una estancia prolongada y de una sudoración abundante, se bañaban en agua fría.

## Apéndice 4: Baño
Además del agua y el vapor de agua (y, en casos muy especiales, de algunos líquidos particulares), las diferentes variantes de baño han sido acompañadas a lo largo del tiempo de varios complementos. 

### Jabones
El jabón fue mencionado por Plinio y Galeno. Plinio atribuía los su descubrimiento a los galos que la usaban para lavarse el pelo.
A lo largo del tiempo diferentes jabones han sido utilizados para lavarse: duros, muelles, perfumados ,... Desde la Segunda Guerra Mundial ha habido un incremento notable en los jabones líquidos o geles de baño. 

#### Documentos sobre el jabón
- 1250. Niñez de Pedro el Grande.[87]
- 1385. Algunos de los jabones conocidos en Cataluña.[88]
- 1399. Jabón de losa (sabor duro, en pastilla).[89]
- 1548. Exportación de jabones catalanes.[90]
- 1622. Libro que habla de las harinas de habas y lupinos como detergentes antiguos para lavarse.[91]

### Sustancias aromáticas
Añadidas al agua del baño o (indirectamente) al vapor de agua de los baños, las hierbas aromáticas o medicinales han están profusamente utilizadas a lo largo del tiempo. Hay mucha documentación específica sobre el tema. Lo mismo puede afirmarse de otras sustancias aromáticas como el almizcle. el ámbar ,... 

### Toallas
Además de otros usos relacionados con los baños, las toallas permiten secar las partes del cuerpo mojadas por el agua. Un beneficio adicional es la fricción moderada que ejerce su aplicación sobre la piel, en la acción de secarse. 
- Las toallas antiguas eran a menudo de lino.[94] Las toallas modernas normales son de tejido de rizo (tejido de toalla).[95] Las toallas deportivas, aún más modernas, se basan en una especie de gamuza artificial.[96]

### Zapatillas de baño

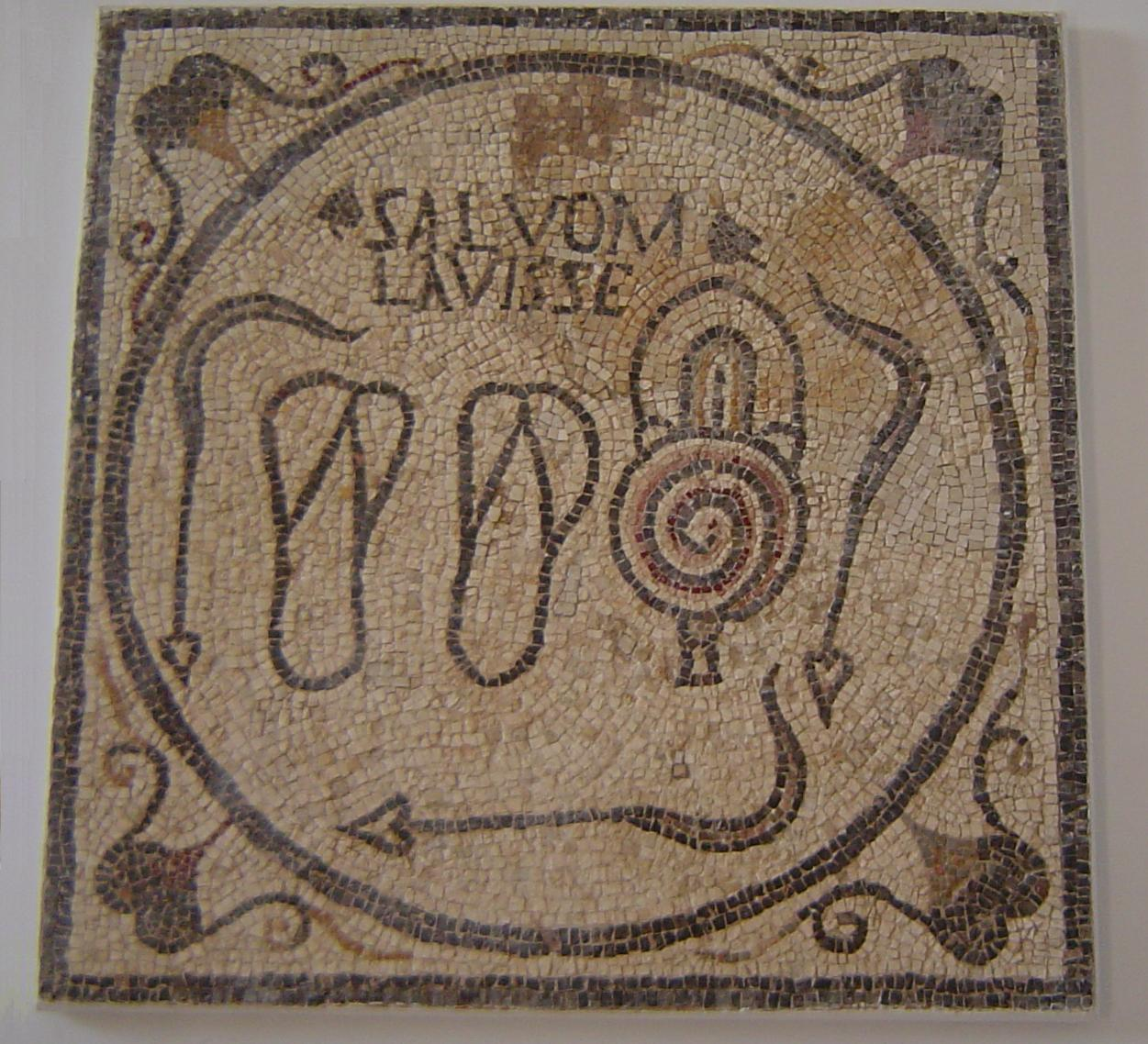
Sandalias de baño en un mosaico.

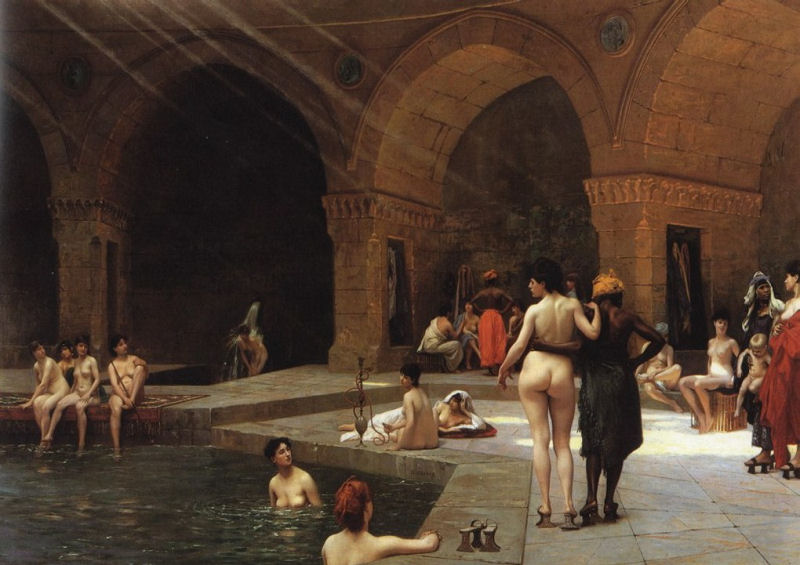
La gran piscina de Bursa. Aceite de Jean-Léon Gérôme. Ver las sandalias-plataforma.

Las sandalias de baño son conocidas desde tiempos remotos. En algunos baños de la Roma clásica se usaban como indicador de este tipo de establecimientos. Hay sandalias con una sola especialmente gruesa que alejan el pie del suelo mojado o encharcado. Algunos dibujos de baños antiguos muestran los bañistas con una especie de sandalias con soportes muy elevados, probablemente por el mismo motivo que el del caso anterior. 

### Esponjas,piedra pómez
Las esponjas naturales y artificiales son complementos de baño bien conocidos. Una función similar hacen los guantes o las manoplas de crin. 
La pumita o piedra pómez se ha usado desde tiempos antiguos para fregar y eliminar los callos de la piel. Especialmente en los pies y los codos. 

### Peines, cepillos
Los peines permiten peinar el cabello, habitualmente desordenados y muelles después de baños o duchas. Los cepillos pueden usarse para peinar o para frotar el cuerpo. 

### Gorros de natación
Los hay de dos tipos: los que sirven de protección de los cabellos en baños y duchas y los usados en competiciones de natación. 

### Aletas para manos y pies, gafas, contrapesos
Algunas variantes de natación pueden hacer uso de los complementos indicados. Las aletas de pies (una por cada pie o una aleta única) son un auxiliar bastante conocido. Los guantes-aleta de natación son menos frecuentes. Las gafas protegen los ojos y permiten una mejor visión bajo el agua. Los contrapesos son indicados para la natación bajo el agua. 

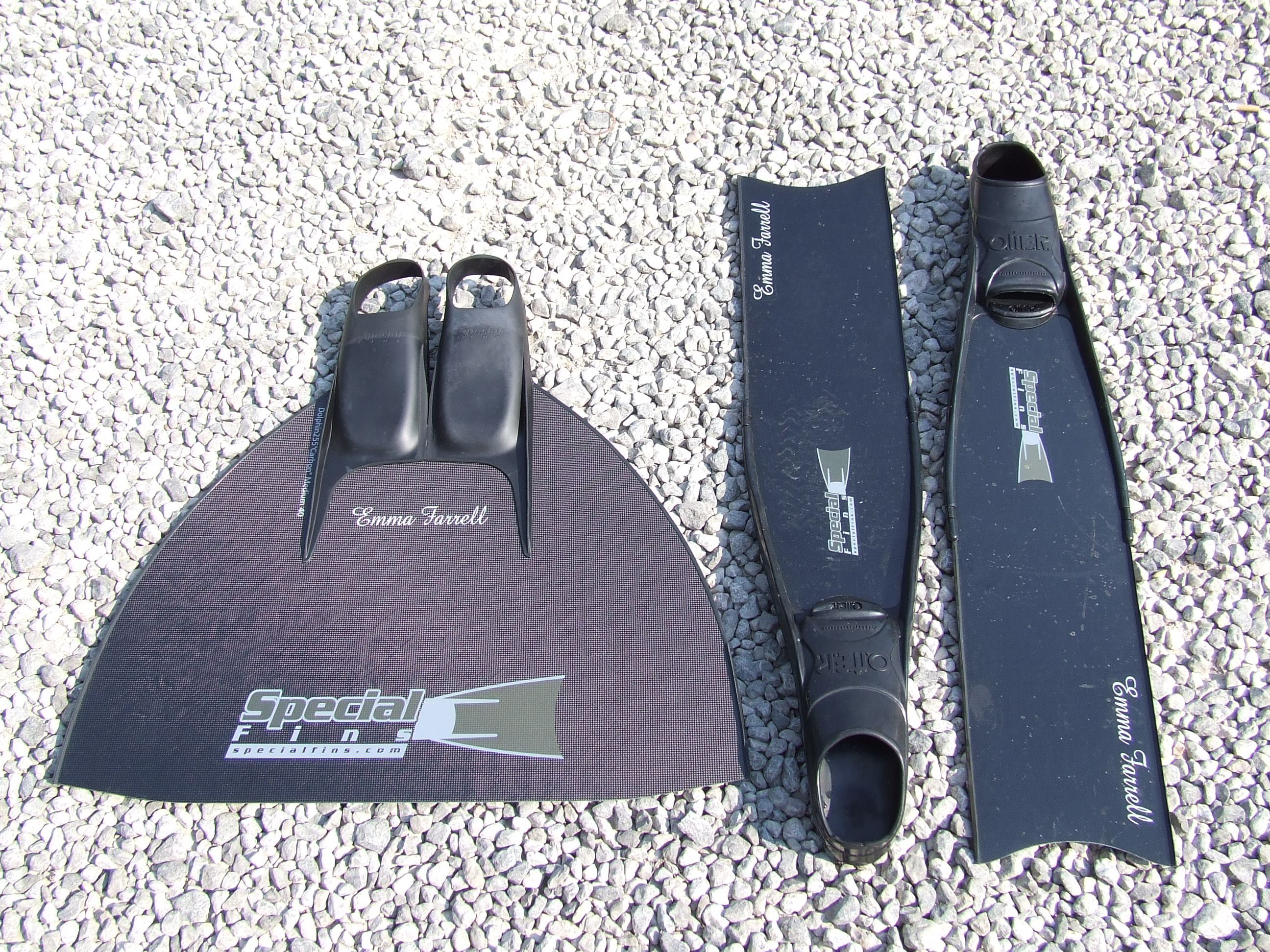
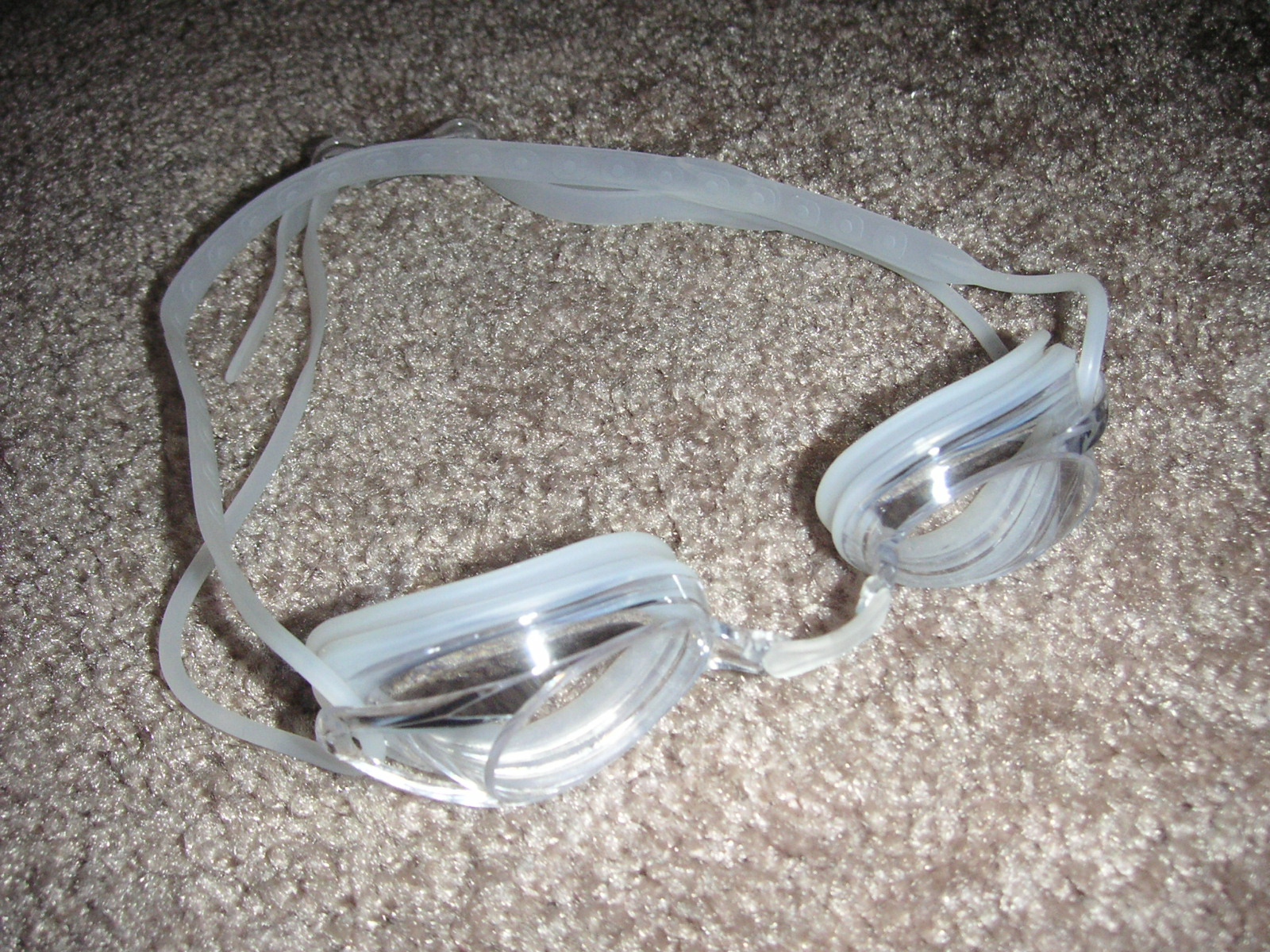
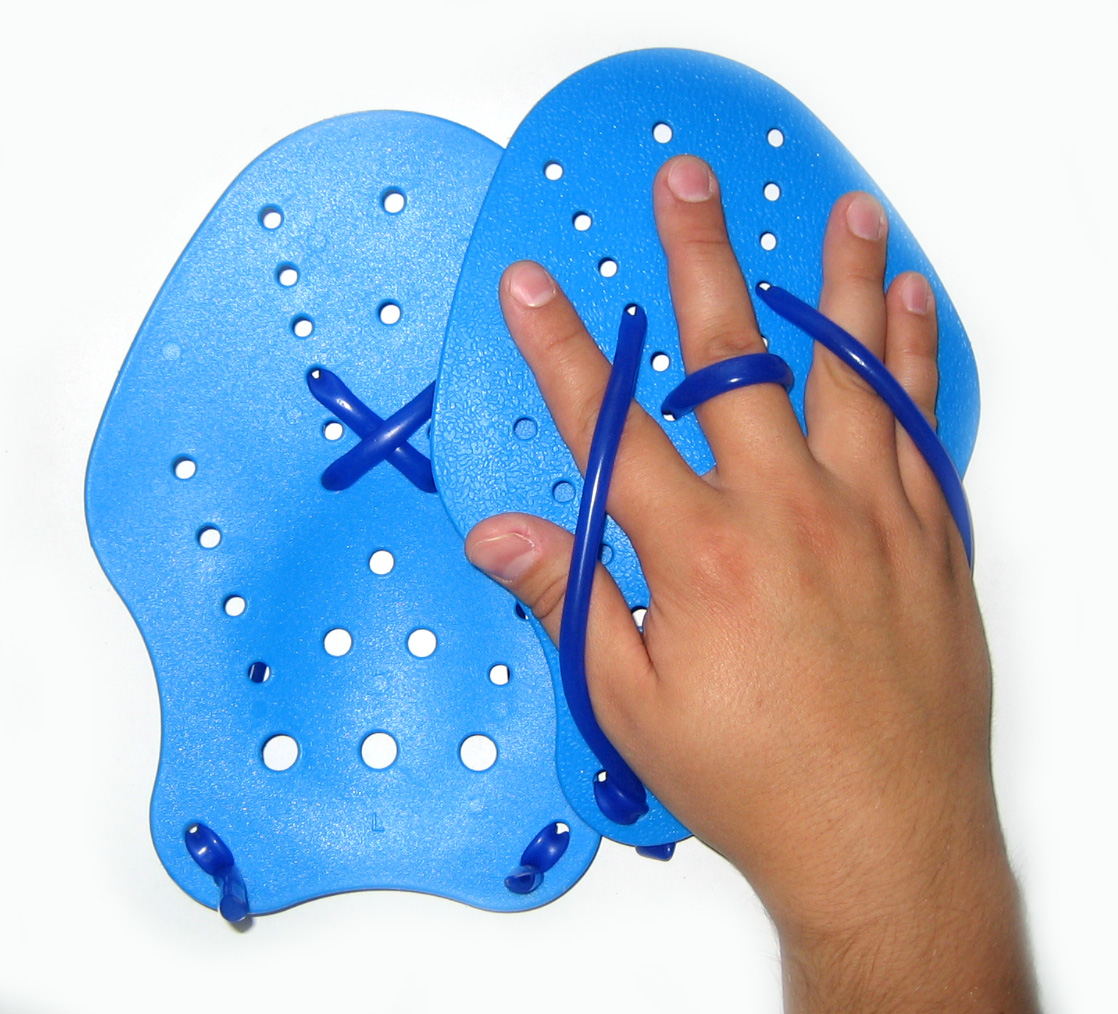
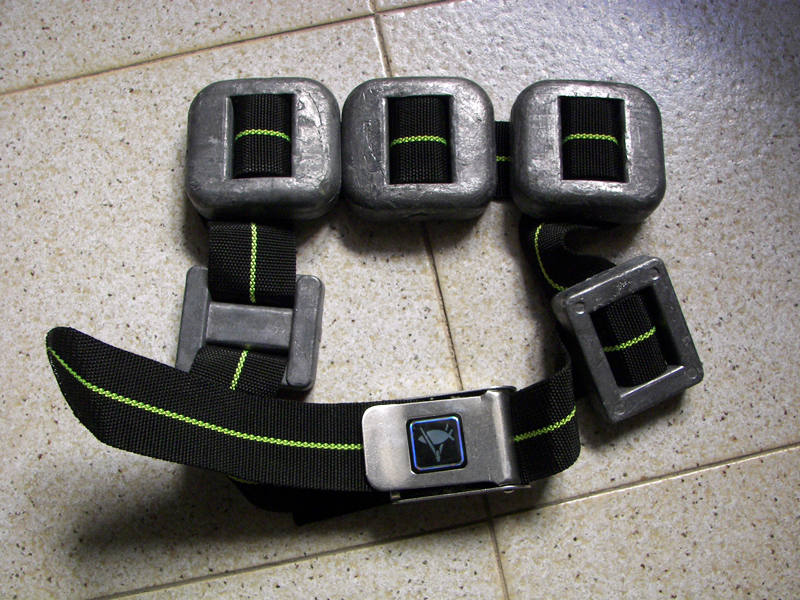

### Instrumentos de medida
Termómetros, GPS s, relojes indicadores de constantes vitales, ... 